# Podmiot w działalności naukowej lub badawczo-rozwojowej
Jednostka badawczo-rozwojowa (JBR) – podmiot gospodarczy prowadzący przedsiębiorstwo, który stanowi równocześnie szczególny typ placówki naukowej, specjalizujący się we wdrażaniu nowych technologii i ulepszaniu ich. Powołane zostały ustawą z dnia 25 lipca 1985 r. o jednostkach badawczo-rozwojowych z późniejszymi zmianami.
Od 1 października 2010 r.jednostki badawczo-rozwojowe działające na podstawie ustawy z dnia 25 lipca 1985 r. o jednostkach badawczo-rozwojowych, które uzyskały kategorię 1, 2, 3, 4 lub 5 na podstawie przepisów ustawy z dnia 8 października 2004 r. o zasadach finansowania nauki, stają się instytutami badawczymi w rozumieniu ustawy z dnia 30 kwietnia 2010 r. o instytutach badawczych.
Jednostkami badawczo-rozwojowymi w rozumieniu ustawy są państwowe jednostki organizacyjne wyodrębnione pod względem prawnym, organizacyjnym i ekonomiczno-finansowym, tworzone w celu prowadzenia badań naukowych i prac rozwojowych.